# World Energy Outlook

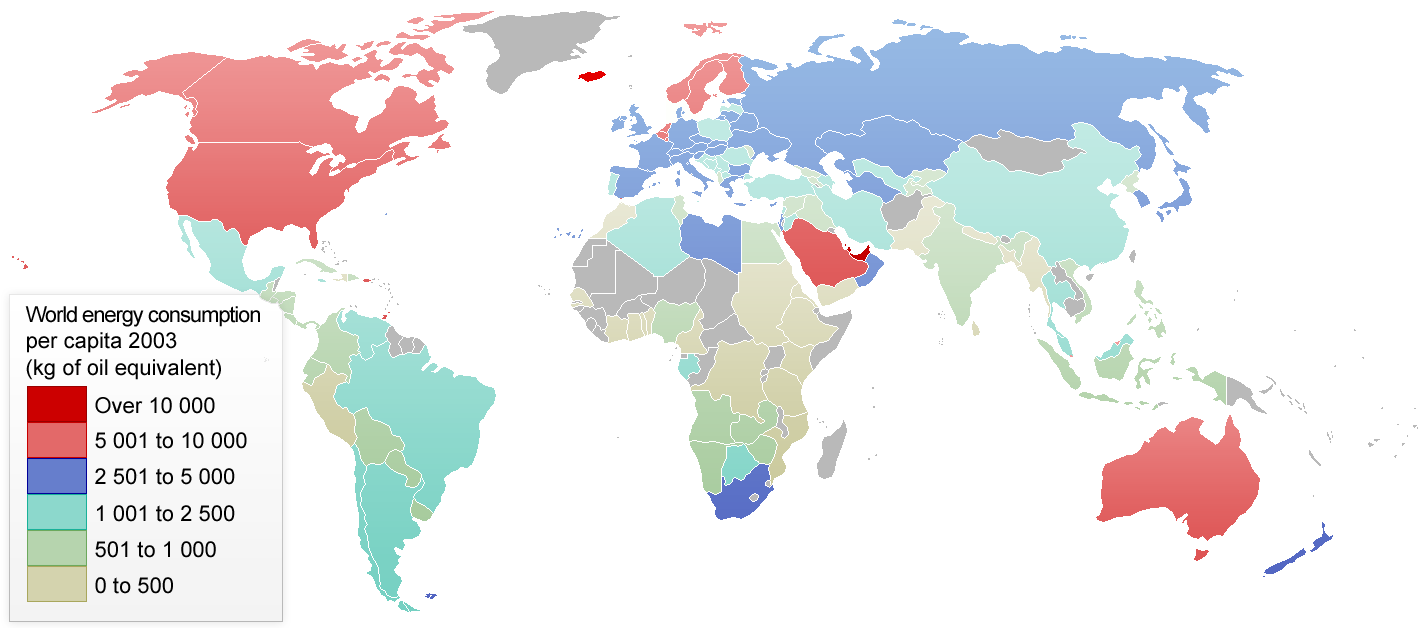
Carte de la consommation d'énergie dans le monde en 2003

Le World Energy Outlook (WEO) est un rapport annuel publié par l'Agence internationale de l'énergie (AIE). Il établit des projections énergétiques pour les années à venir. Pour ce faire, il se base sur divers scénarios : une comparaison est réalisée entre ce qui se passerait si la tendance actuelle se perpétuait, et ce qui se passerait si les politiques énergétiques étaient améliorées. Chaque année, le rapport se concentre plus particulièrement sur une aire géographique spécifique.

## Par année

### 2011
Dans le WEO 2011, l'AIE reconnaît qu'atteindre l'objectif de limiter la hausse moyenne des températures terrestres à 2 °C serait très compliqué et que « si [de] nouvelles politiques ne sont pas mises en œuvre, le monde s'oriente vers une issue plus dangereuse, à savoir une augmentation de la température de 6 °C ou plus ».

### 2012
Le WEO 2012 fait état de la révolution énergétique aux États-Unis, liée à l'exploitation des gaz et pétrole de schiste : d'ici 2020, l'AIE prévoit qu'ils deviennent le premier producteur de pétrole du monde. De plus, à la suite de son précédent rapport, l'AIE réaffirme l'idée que l'efficacité énergétique est nécessaire pour ne pas dépasser une augmentation des températures moyennes de 2 °C. L'agence prévient par ailleurs que si d'ici 2050, plus du tiers des ressources prouvées de pétrole sont exploitées, la barre des 2 °C sera franchie.

### 2018
Le WEO 2018 confirme la réalité d'un pic de production mondiale de pétrole brut conventionnel : « La production de pétrole brut conventionnel a atteint son maximum en 2008, à 69,5 Mb/j, et elle a depuis baissé d’environ 2,5 Mb/j. Dans le scénario « Nouvelles politiques », elle baisse de 3 Mb/j supplémentaires entre 2017 et 2040, et sa part dans l’offre mondiale de pétrole baisse régulièrement, passant de 72% aujourd’hui à 62% en 2040. Le niveau des ressources conventionnelles dont le développement a été approuvé ces dernières années est bien inférieur aux exigences de la demande du scénario Nouvelles politiques, ce qui créera un risque de tension sur le marché dans les années 2020. ».
Dans le WEO 2018, l'AIE anticipe également, pour la première fois, une contraction probable de la production mondiale de pétrole et autres combustibles liquides d'ici à 2025 : « Le risque de resserrement de l’offre est particulièrement prégnant pour le pétrole. Ces trois dernières années, le nombre moyen de nouveaux projets approuvés de production de pétrole conventionnel ne représente que la moitié du volume nécessaire pour équilibrer le marché jusqu'en 2025, compte tenu des perspectives de demande du scénario « Nouvelles  politiques ». Il est peu probable que le pétrole de schiste prenne le relais à lui seul. Nos projections prévoient déjà un doublement de l’offre de pétrole de schiste américain d'ici 2025, mais celle-ci devrait plus que tripler pour compenser le manque persistant de nouveaux projets classiques. ».